# 우조 아두바
우조 아두바(Uzo Aduba, 1981년 2월 10일 ~ )는 미국의 배우이다.

## 영화
- 앨빈과 슈퍼밴드: 악동 어드벤처
- 아메리칸 패스토럴
- 마이 리틀 포니: 더 무비
- 버즈 라이트이어 (영화)

## 텔레비전
- 블루 블러드 (드라마)
- 오렌지 이즈 더 뉴 블랙
- 새터데이 나이트 라이브
- 스티븐 유니버스
- 미세스 아메리카
- 인 트리트먼트

## 연극
- 하녀들 (희곡)